# Ocean (Tankschiffstyp)
Der Typ Ocean, auch Three twelves type, war ein Serien-Tankschiffstyp, der während des Zweiten Weltkriegs auf britischen Werften gebaut wurde. Die Tanker zählen zur Gruppe der Empire-Schiffe.

## Einzelheiten
Der Entwurf des Ocean-Typ-Standardtankers fußte auf dem Three twelves type von Shell. Letzterer wurde Anfang der 1930er Jahre entwickelt und in größerer Anzahl für Shell/Anglos-Saxon Petroleum Company gebaut. Die Bezeichnung Three twelves type (englisch etwa Drei Zwölfer Typ) leitete sich von drei Eckdaten des Typs ab – er besaß eine Tragfähigkeit von rund 12.000 Tonnen, erreichte eine Geschwindigkeit von zwölf Knoten und verbrauchte dabei zwölf Tonnen Brennstoff pro Tag. Die Anordnung der Schiffe  mit etwas vor mittschiffs angeordneten Aufbauten und achtern gelegenem Maschinenraum glich zeitgenössischen Tankschiffen.
In den Jahren 1941/42 entstanden 34 Einheiten des Ocean-Typs. Die Schiffe wurden mit verschiedenen Antriebsanlagen hergestellt, ein Teil besaß Dieselmotoren, der andere Teil Dreifachexpansions-Dampfmaschinen. Außer zum reinen Transport von Öl wurden der Schiffstyp während der Kriegsjahre auch zur Treibstoffversorgung anderer Schiffe auf See genutzt. Zur Tarnung waren zahlreiche Einheiten des Typs mit funktionslosen Ladegeschirren an Deck versehen, die sie aus der Entfernung wie herkömmliche Trockenfrachter wirken lassen sollten.